# Bandy-Weltmeisterschaft der Frauen
Der Internationale Bandyverband FIB richtet seit 2004 neben den Weltmeisterschaften der Herren auch Weltmeisterschaften für Frauen-Nationalmannschaften aus. Erster Gastgeber war das finnische Lappeenranta. Schweden konnte die ersten sechs Weltmeisterschaften für sich entscheiden, Russland holte dabei jeweils Silber. 2014 gewannen die Russinnen erstmals vor Schweden. Norwegen gewann bislang 6 Bronze- und 1 Silbermedaille. Finnland gewann bisher 5 Bronzemedaillen.

## Übersicht über alle Weltmeisterschaften der Damen
| Nr. | Jahr | Austragungsort/e                    | Gold     | Silber   | Bronze   | Nationen | Spiele | Tore/Spiel | Torschützenkönigin/nen |
| --- | ---- | ----------------------------------- | -------- | -------- | -------- | -------- | ------ | ---------- | ---------------------- |
| 1   | 2004 | Lappeenranta                        | Schweden | Russland | Finnland | 5        | 14     | 9,07       |                        |
| 2   | 2006 | Roseville                           | Schweden | Russland | Norwegen | 6        | 20     | 4,60       |                        |
| 3   | 2007 | Budapest                            | Schweden | Russland | Norwegen | 7        | 26     | 5,69       |                        |
| 4   | 2008 | Borlänge, Grängesberg, Karlsbyheden | Schweden | Russland | Finnland | 7        | 24     | 5,62       |                        |
| 5   | 2010 | Drammen                             | Schweden | Russland | Norwegen | 6        | 18     | 5,28       |                        |
| 6   | 2012 | Irkutsk                             | Schweden | Russland | Finnland | 6        | 20     | 5,85       |                        |
| 7   | 2014 | Lappeenranta                        | Russland | Schweden | Finnland | 6        | 20     |            |                        |
| 8   | 2016 | Roseville                           | Schweden | Russland | Norwegen | 7        |        |            |                        |
| 9   | 2018 | Chengdu                             | Schweden | Russland | Norwegen | 8        |        |            |                        |
| 10  | 2020 | Oslo                                | Schweden | Russland | Norwegen |          |        |            |                        |
| 11  | 2022 | Växjö                               | Schweden | Norwegen | Finnland |          |        |            |                        |
| 12  | 2023 | Växjö                               | Schweden | Finnland |          |          |        |            |                        |

## Ewiger Medaillenspiegel
Stand nach der Weltmeisterschaft 2022
| Land     | Gold | Silber | Bronze |
| -------- | ---- | ------ | ------ |
| Schweden | 10   | 1      | -      |
| Russland | 1    | 9      | -      |
| Norwegen | -    | 1      | 6      |
| Finnland | -    | -      | 5      |